# ويتا للغلال

## نبذة
تمثل شركة ويتا جزء أساسيا من مجموعة أراك . مطاحن ويتا هي واحدة من مطاحن الدقيق في السودان بطاقة حالية تبلغ 1750 طن في اليوم وتقوم ويتا بتزويد المجتمع بدقيق القمح ومنتجات القمح الأخري.

## استيراد القمح
يستورد القمح عالي الجودة من المنتجين العالميين ثم يخزن في صوامع الشركة في مدينة بورتسودان قبل أن ينقل إلى الخرطوم حيث يطحن داخل خطوط إنتاج ويتا المصممة على أحدث طراز مستخدمة أحدث التقنيات السويسرية لطحن القمح.